# Satus (hop)
Satus is een hopvariëteit, gebruikt voor het brouwen van bier.
Deze hopvariëteit is een “bitterhop”, bij het bierbrouwen voornamelijk gebruik voor zijn bittereigenschappen. Deze Amerikaanse variëteit werd gekweekt bij Yakima Chief Ranches, LLC en heeft gelijkaardige kenmerken als Galena.

## Kenmerken
- Alfazuur: 12,5 – 14%
- Bètazuur: 8,5 – 9%
- Eigenschappen: aroma van zwarte bessen en citrus